# Alimpi

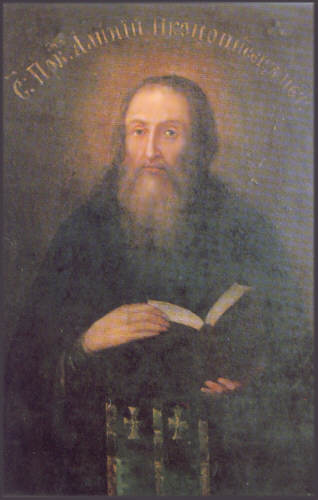
Darstellung Alimpis

Alimpi (ukrainisch Алімпій Alimpij, auch Аліпій Alipij; * 11. Jahrhundert; † 17. August 1114jul.) war ein Mönch in Kiew, der für seine Malereien bekannt wurde.

## Leben
Er wirkte als malender Mönch im Kiewer Höhlenkloster. Bekannt wurde er durch seine Mitarbeit an der Ausmalung der Mariä-Entschlafens-Kathedrale im Jahr 1083. Außerdem fertigte er mehrere Ikonen an, die jedoch nicht erhalten sind. Die Ikonen scheinen jedoch eine erhebliche Aufmerksamkeit erregt und einen großen Eindruck hinterlassen haben, zumindest gab es Legenden bezüglich der Entstehung der Ikonen.